# مايك هيكس (سياسي)
مايك هيكس هو نقابي وسياسي بريطاني، ولد في 1 ديسمبر 1937، وتوفي في 7 سبتمبر 2017 في بورنموث في المملكة المتحدة بسبب نوبة قلبية. نشط حزبياً في الحزب الشيوعي البريطاني وحزب العمال.